# Oznaka CE
Oznaka CE (francosko Conformité Européenne - evropska skladnost) je obvezna oznaka na številnih proizvodih znotraj enotnega trga v Evropskem gospodarskem prostoru (EEA). Oznaka potrjuje, da izdelek izpolnjuje bistvene zahteve glede varnosti potrošnikov, zdravja ali varovanja okolja, kot jih določajo EU smernice oz. regulative.